# Dragon (film 2011)
Dragon (武俠S, Wu xiaP) è un film del 2011 diretto da Peter Chan, con Donnie Yen e Takeshi Kaneshiro.

## Trama
Un fabbricante di carta artigianale viene coinvolto in un caso di omicidio riguardante due criminali inseguiti da un detective, il quale sospetta dello stesso fabbricante.